# Athanasius Schneider
Athanasius Schneider ORC (niem. Anton Schneider; ur. 7 kwietnia 1961 w Tokmoku) – niemiecki duchowny rzymskokatolicki, kanonik regularny, doktor teologii patrystycznej, misjonarz, biskup pomocniczy Karagandy w latach 2006–2011, biskup pomocniczy Astany od 2011.

## Życiorys
Urodził się 7 kwietnia 1961 w mieście Tokmok w Kirgiskiej SRR. W 1973 jego rodzina wyemigrowała do Rottweil w Niemczech – tj. kraju pochodzenia. W 1982 wstąpił do Zakonu Kanoników Regularnych św. Krzyża w S. Petersberg (Austria). Ukończył studia filozoficzne na Papieskim Uniwersytecie św. Tomasza z Akwinu w Rzymie (1982–1983) oraz studia teologiczne w Instytucie Sapientiae w Anápolis (Brazylia). W 1997 uzyskał doktorat z teologii patrystycznej. Święcenia prezbiteratu przyjął 25 marca 1990 z rąk biskupa Manuela Pestany Filho, biskupa diecezjalnego Anápolis. Pracował m.in. jako ojciec duchowny seminarium oraz kanclerz kurii biskupiej w Karagandzie.
8 kwietnia 2006 papież Benedykt XVI prekonizował go biskupem pomocniczym diecezji karagandyjskiej ze stolicą tytularną Celeriny. Święcenia biskupie otrzymał 2 czerwca 2006 w bazylice św. Piotra na Watykanie. Udzielił mu ich kardynał Angelo Sodano – sekretarz stanu Stolicy Apostolskiej, w asyście arcybiskupa Józefa Wesołowskiego, nuncjusza apostolskiego w Kazachstanie i arcybiskupa Jana Pawła Lengi, biskupa diecezjalnego Karagandy. Jako zawołanie biskupie przyjął słowa „Kyrie eleison” (Panie, zmiłuj się).
5 lutego 2011 został przeniesiony przez papieża Benedykta XVI do archidiecezji Najświętszej Maryi Panny w Astanie jako biskup pomocniczy Astany – z zachowaniem dotychczasowej stolicy tytularnej.
1 marca 2019 wziął udział w wizycie Ad limina apostolorum w Watykanie z papieżem Franciszkiem wraz z biskupami Kazachstanu, oraz przedstawicielami Kościoła katolickiego z Azji środkowej.